# Sà Dề Phìn
Sà Dề Phìn là một xã thuộc huyện Sìn Hồ, tỉnh Lai Châu, Việt Nam.
Xã Sà Dề Phìn có diện tích 63,23 km², dân số năm 1999 là 1367 người, mật độ dân số đạt 22 người/km².